# Mercedes Franco
Mercedes Franco   (El Tejero, 3 de novembre de 1948) és una novel·lista, cronista i escriptora de literatura infantil veneçolana. Va estudiar la carrera de Lletres a la Universitat Central de Veneçuela.
Les seves cròniques diàries, publicades durant més de deu anys al diari El Nacional, a la columna titulada «Cants de Sirena», li van donar projecció nacional.
Va començar escriure narrativa, el 1992, amb la seva novel·la La Capa Roja, la qual va ser guanyadora del Concurs Planeta l'any 1992. El seu més recent treball és la novel·la històrica Crónica Caribana publicada per l'editorial Santillana el 2006.
Els seus llibres per a nens han constituït un èxit editorial sense precedents en la història de la literatura infantil veneçolana, els seus textos són obligatoris en molts col·legis, i és llegida per tots els nens i adolescents a les escoles i liceus, públics i privats de Veneçuela. Va obtenir, el 1998, el premi internacional IBBY, per Vuelven los fantasmas.
El seu programa de ràdio Cosas de Venezuela és transmès des de fa més de vint anys per la Ràdio Nacional de Veneçuela. És professora universitària i va ser directora de Canal Musical de la Ràdio Nacional de Veneçuela.
Ha estat traduïda a diversos idiomes, apareixent en diverses antologies. El 2008 va ser nominada al Premi Astrid Lindgren pel Banc del Llibre,

## Obres publicades
Ha publicat els següents llibres:
- Cantos de Sirena (Cròniques). Academia Nacional de la Historia. 1987
- La Capa Roja (Novel·la). Editorial Planeta. Caracas. 1992
- Vuelven los Fantasmas (Conte infantil). Monte Avila Editores Latinoamericana. Caracas. 1996.
- Cuentos para Gatos (Conte infantil). Playco Editores. Caracas. 2000
- La Piedra del Duende (Conte infantil). Editorial Santillana. Caracas. 2000
- El arreo y otros Cuentos. (Conte) Universidad de los Llanos. 2000.
- Cuentos de la Noche (Conte infantil). Playco Editores. Caracas 2001
- Diccionario de Fantasmas, Misterios y Leyendas. Editora El Nacional. Caracas. 2002
- Criaturas Fantásticas de América (Conte infantil). Playco Editores. Caracas. 2003
- Annie y el Mar. (Conte infantil). Ediciones Thule. Barcelona, España. 2006
- Simón coleccionaba tortugas. (Conte infantil). Monte Ávila Editores Latinoamericana.2006
- Crónica Caribana. (Novel·la) Alfaguara. Caracas. 2006
- Así Somos. (Manual de folklore per a nens) Ediciones B. Caracas 2007
- La Capa Roja (Novel·la) Fondo Editorial del IPAS-Ministerio de Educación. Caracas. 2007.
- Ribas el invencible. (Conte). Editorial Santillana S.A.